# 연성 (일본어의 음운)
연성(連声 렌조[*])은 일본어의 연음의 하나이다. 두 개의 한자로 이루어지는 단어의 첫 번째 글자가 자음으로 끝나며 또한 두 번째 글자가 ア행·ヤ행·ワ행일 때에 그것이 タ행·ナ행·マ행으로 변화하는 현상을 말한다. 언어학적으로는 장자음화의 하나이다.

## 개요
헤이안 시대부터 무로마치 시대에 걸친 일본어에서는 한자음(음독)이 -t, -n, -m 중 하나의 자음으로 끝나는 경우가 있었다. 이들의 한자 뒤에 모음(ア행) 또는 반모음(ヤ행, ワ행)으로 시작되는 한자가 이어지면 그 한자가 각각 タ행, ナ행, マ행으로 변화하는 경우가 있었다. ヤ행으로부터 ナ행·マ행으로 변화할 때는 요음이 됐다. 
에도 시대 이후에는 -t는 독립 음절인 ツ 또는 チ로 변했고, 또 -m  및 -n은 일반적으로 ン으로 발음되게 됐고, 한어의 연성은 거의 보이지 않게 됐지만 일부 한어에는 지금도 흔적이 남아 있다. 
또란 무로마치 시대에는 한어 내에서뿐만 아니라 한어 뒤에 조사 は, を가 이어질 때에도 연성이 나타났다. 이 현상은 오늘날에는 노, 교겐 등의 일본 고전 연극이나 극히 일부 지역의 일본어의 방언에만 남아 있다.
- 念仏を →염불을 → ねんぶっと (but+wo)
- 今日は(こんにちは) →오늘은/안녕하세요 → こんにった (nit+wa)
- 冥見を →명견을 → みょうけんの (ken+wo)

## 예시
아래의 예시는 역사적 가나 표기법으로 표기하며, -n을 ん으로, -m을 む로 구별하여 적는다.

### 첫 번째 글자가 -n으로 끝날 때
- 銀杏 →은행(나무): ぎん+あん → ぎんなん
- 観音 →관음: くゎん+おむ → くゎんのむ
- 云々 →운운: うん+うん → うんぬん
- 反応 →반응: はん+おう → はんのう
- 天皇 →천황: てん+おう → てんのう
- 輪廻 →윤회: りん+ゑ → りんね
- 因縁 →인연: いん+ゑん → いんねん

### 첫 번째 글자가 -m으로 끝날 때
- 三位 →삼품: さむ+ゐ → さむみ
- 陰陽 →음양: おむ+やう → おむみゃう

### 첫 번째 글자가 -t로 끝날 때
- 雪隠 →뒷간: せつ+いん → せっちん
- 屈惑 →진절머리: くつ+わく → くったく (→ 屈託)

## 참고 문헌
- 나가다 노리오; 하야시 치카후미 (2000) [1982]. 《日本の漢字》 [일본의 한자] (일본어). 추코 문고. 287~289쪽.